# (5535) Аннафранк
(5535) Аннафранк (нем. Annefrank) — астероид главного пояса, относящийся к астероидам спектрального класса S и входящий в состав семейства Августы. Был открыт 23 марта 1942 года немецким астрономом Карлом Рейнмутом в обсерватории Хайдельберг в Хайдельберге и по предложению канадского астрофизика Кристофера Айкмана 14 мая 1995 года назван в честь одной из самых известных жертв Холокоста — голландской еврейской девочки Анны Франк, погибшей в концлагере Берген-Бельзен.

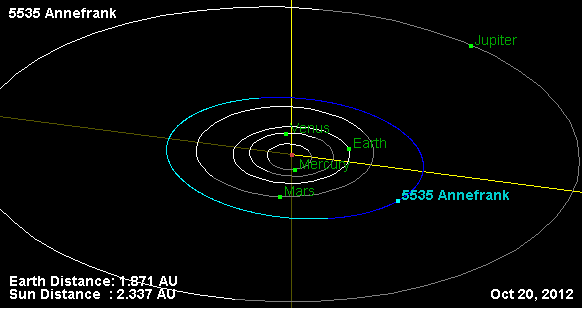
Орбита астероида Аннафранк и его положение в Солнечной системе

Данный астероид был изучен с пролётной траектории космическим аппаратом Стардаст, который 2 ноября 2002 года сблизился с астероидом до расстояния в 3079 км и продолжил путь, направляясь к своей главной цели — комете Вильда 2.

## Исследования
Столь тесное, хоть и кратковременное, сближение с астероидом позволило учёным получить много новых данных. В частности был уточнены размеры астероида, которые составили 6,6 x 5,0 x 3,4 км, — в среднем 4,8 км, и его форма, которая слегка напоминает треугольную призму. Снимки позволяют разглядеть на поверхности астероида несколько крупных кратеров, а также довольно приблизительно оценить его альбедо 0,18-0,24.
Позже по результатам наземных измерений блеска были сделаны попытки рассчитать период вращения астероида, но разброс результатов оказался очень большим от 12 до 22,8 часа, поэтому было выбрано среднее значение 15,12, соответствующее наиболее точным измерениям.